# Fülöpszállás
Fülöpszállás è un comune dell'Ungheria di 1 657 abitanti (dati 2005). È situato nella contea di Bács-Kiskun.